# Дијафрагма
Дијафрагма, пречага или ошит је мишић који се налази између грудног коша и трбуха. Дијафрагма је природна граница између ове две дупље. Њена најзначајнија улога је у процесу удисања пошто се њеним контракцијама шири грудни кош.  
На самој дијафрагми налазе се неколико отвора кроз које пролазе органи из грудног коша у стомак, а међу њима су 3 највећа једњачни отвор, отвор за аорту и отвор за доњу шупљу вену. Дијафрагму ожичава пречежни живац (m. phrenicus) који полази из врата.

## Штуцање
Штуцање настаје као последица невољне контракције дијафрагме.